# Евроціоміцети
Евроціоміцети (Eurotiomycetes) — клас аскомікотових грибів у межах підвідділу Pezizomycotina.
Деякі представники евроціоміцетів раніше були згруповані в клас Plectomycetes.

## Номенклатура
Наукова класифікація для цього класу є особливо складною, оскільки один конкретний вид має як анаморфні, так і телеоморфні назви, які застосовуються до них.
- наприклад анаморфна форма = Penicillium; телеоморфна форма = Talaromyces або Eupenicillium[1].

## Морфологія
Багато представників (Eurotiales, Onygenales) виробляють укладену структуру клейстотецій, у межах якої вони виробляють свої спори.